# アリ・エマニュエル
アリエル・ゼブ・エマニュエル（Ariel SikZev Emanuel、1961年 - ）はアメリカの実業家であり、 UFCとWWEを所有するエンターテイメント/メディアエージェンシー、エンデバーのCEOである。エンデバー・タレント・エージェンシーの創設パートナーであり、2009年6月のウィリアム・モリス・エージェンシーとの合併に尽力した。

## バックグラウンド

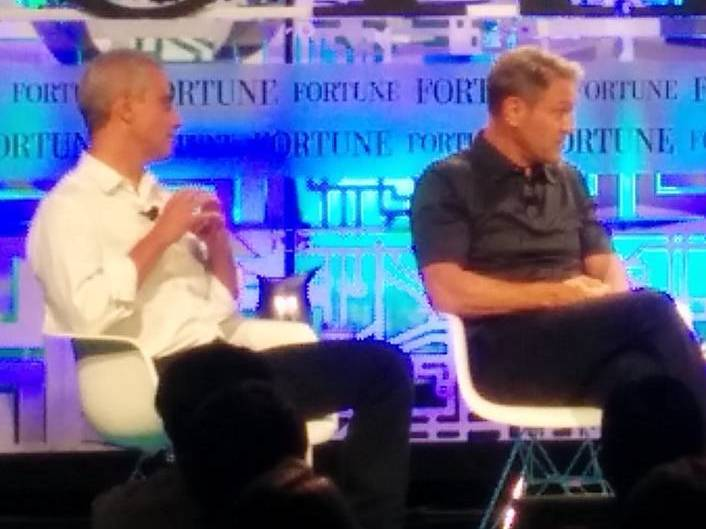
弟のラーム（左）とともにフォーラムに出席するアリ（右）

ユダヤ人の家族に生まれ、イリノイ州ウィルメット郊外で育った。アリは、元シカゴ市長、大統領首席補佐官、駐日米国大使のラーム・エマニュエル、アメリカの腫瘍学者で生命倫理学者のエゼキエル・エマニュエルを兄に持つほか、義妹のショシャナ・エマニュエルがいる。
彼の父親、エルサレム生まれのベンジャミン・M・エマニュエルは小児科医であるが、1930年代から1940年代にかけて委任統治下のパレスチナで活動していたシオニスト民兵組織イルグンで活動していた。彼の母親、マーシャ・エマニュエル（旧姓スムレヴィッツ）は公民権活動家であり、かつてはシカゴ地域のロックンロールクラブのオーナーでもあった。
小学3年生のときに、エマニュエルはADHDとディスレクシアと診断された。学校での指導を補うために、彼の母親は何時間もかけて読み書きを学べるよう手助けした。彼女は家庭教師や個人講師を雇って、自宅で彼に個人的な読書レッスンを与えた。
1996年、エマニュエルはガールフレンドのサラ・ハードウィック・アディントンと結婚した。彼らには3人の息子がいるが、結婚20年後、エマニュエルは「和解しがたい不和」を理由にロサンゼルス郡裁判所に離婚を申請した。 2022年5月に、彼はロサンゼルスのレーベルSTAUDの創設者であるファッションデザイナーのサラ・シュタウディンガーと結婚した。

## 経歴
エンデバーを設立する以前、エマニュエルは InterTalent社のパートナーおよびICMパートナーズ （ICM）のシニアエージェントを務めていた。エマニュエルは、2007年9月以来、ライブネーション・エンタテイメントの取締役会のメンバーを務めている。
エマニュエルはハリウッドの大御所（mogul）、権力者と表現されることがある。エマニュエルとエンデバーの共同CEOであるパトリック・ホワイトセルは、どちらもフォーチュン誌の年間最優秀ビジネスパーソンに選ばれたことがある。2013年5月のエマニュエルに関する記事で、フォーチュン誌は彼を「堅固なエンターテイメント業界における最大の武器の1人」と呼んだ。
彼とパトリック・ホワイトセルは、ニューヨーク市に本社を置く世界的なスポーツ、イベント、人材管理会社であるインターナショナル・マネジメント・グループの共同CEOでもある。
エマニュエルとクライアントとの関係は、業界での彼の知名度と相まって、長年にわたってさまざまなオマージュやパロディを生み出してきた。その中には、ラリー・サンダースショーでボブ・オデンカークが演じたスティービー・グラントや、HBOのテレビ番組「アントラージュ★オレたちのハリウッド」でジェレミー・ピヴェンが演じたアリ・ゴールドも含まれる 。 2011年、エマニュエルはショーン・パーカー、オリバー・ラケットとTheAudienceを共同設立した。
2002年4月にエージェントのサンドラ・エプスタインがエンデバー・エージェンシーに対して訴訟を起こし、エプスタインと他のエンデバーの従業員によるエマニュエルに対する告発がなされた。
裁判所への提出書類では、エマニュエルはエンデバーのオフィスの外で友人にポルノウェブサイトを運営することを許可したとされている。エプスタインによれば、エマニュエルは人種差別的で反同性愛的な発言をし、俳優のウェズリー・スナイプスにネイビー・シールズに関する台本を送るのを阻止し、「私が今まで聞いた中で最もばかばかしいことだ。黒人が泳げないことは誰もが知っている」と言ったとされる。エマニュエルは当時これらの告発に異議を唱えている。エマニュエルはエプスタインの訴訟に対し225万ドルで和解した。
ブルームバーグによると、エンデバーは2021年に上場し、エマニュエルは約4億8000万ドル相当の株式を所有していたとされる。

## 公的活動
エマニュエルは民主党の募金活動を主催してきた。2016年の米国大統領選挙ではヒラリー・クリントンに2,700ドルを寄付した。彼の元クライアントであるドナルド・トランプとの長年にわたる関係はよく知られている。
2016年の大統領予備選中、エマニュエルは元クライアントのドナルド・トランプのために映画製作を申し出、2016年の共和党全国大会で検討されたが、最終的には実現しなかった。
2018年10月2日にワシントン・ポストの記者ジャマル・カショギが失踪し、サウジアラビアの暗殺部隊がトルコの総領事館内でカショギを暗殺したとの報道の後、エマニュエルはホワイトハウス上級顧問でトランプ大統領の義理の息子であるジャレッド・クシュナーに電話し、エンデバーが進めていたサウジアラビア政府との4億ドルの取引を停止しようとした。

## イーロン・マスクとの関係
起業家のイーロン・マスクとは、自身の結婚式に招待するほど親密な関係であり、マスクはエンデバーの取締役を務めたこともある。反ユダヤ主義的な発言で知られるラッパーのカニエ・ウェストは、鉤十字を投稿したことからTwitter（当時）のアカウントを凍結される直前に「これを最後のツイートとして覚えておこう」というコメントとともに、マスクとエマニュエルがヨットの上で戯れる写真を投稿した。
一方で、マスクの伝記において、エマニュエルがメッセージングサービスSignalを通じて、1億ドルでTwitterの経営を担うことをマスクに提案したことが明かされている。この提案について、マスクの片腕のジャレッド・バーチャルは「最も侮辱的で屈辱的で、非常識なメッセージ」と呼んでいる。
その後、マスクはX上で、「アメリカ国内でのXの広告収入は、（ユダヤ人ロビー活動団体である）名誉毀損防止同盟による広告主への圧力により60％減少している」と主張した。

## 芸術支援活動
エマニュエルは過去に、南カリフォルニアの学校に美術教育プログラムを導入するために活動する、カリフォルニア州ロサンゼルスを拠点とする非営利団体であるPS Artsの理事として積極的に活動していた。また、ロサンゼルス現代美術館のYouTubeアート専門チャンネル、MOCAtvの設立にも貢献した。2012年に彼は同美術館の役員に加わった。